# Malpartida
Malpartida es un municipio y localidad española de la provincia de Salamanca, en la comunidad autónoma de Castilla y León. Se integra dentro de la comarca de la Tierra de Peñaranda. Pertenece al partido judicial de Peñaranda y a la Mancomunidad Margañán.
Su término municipal está formado por un solo núcleo de población, ocupa una superficie total de 10,30 km² y según los datos demográficos recogidos en el padrón municipal elaborado por el INE en el año 2017, cuenta con una población de 101 habitantes.

## Historia
Su fundación se remonta al siglo XV, quedando integrado en el cuarto de Rialmar de la jurisdicción de Alba de Tormes, dentro del Reino de León. Con la creación de las actuales provincias en 1833, Malpartida quedó encuadrado en la provincia de Salamanca, dentro de la Región Leonesa, formando parte del partido de Peñaranda de Bracamonte.

## Demografía
Cuenta con una población de 80 habitantes (INE 2024).
| Gráfica de evolución demográfica de Malpartida entre 1842 y 2021                                                      |
| |
| Población de derecho según los censos de población del INE. Población de hecho según los censos de población del INE. |

## Administración y política
| Partido político                              | 2019  | 2019  | 2019       | 2015  | 2015  | 2015       | 2011  | 2011  | 2011       | 2007  | 2007  | 2007       | 2003  | 2003  | 2003       |
| Partido político                              | %     | Votos | Concejales | %     | Votos | Concejales | %     | Votos | Concejales | %     | Votos | Concejales | %     | Votos | Concejales |
| Partido Popular (PP)                          | 49,45 | 45    | 2          | 64,29 | 54    | 5          | 72,34 | 68    | 4          | 48,62 | 53    | 3          | 55,22 | 74    | 4          |
| Partido Socialista Obrero Español (PSOE)      | 25,27 | 23    | 1          | 10,71 | 9     | 0          | 24,47 | 23    | 1          | 1,83  | 2     | 0          | 43,28 | 58    | 1          |
| Ciudadanos (Cs)                               | 23,08 | 21    | 0          | —     | —     | —          | —     | —     | —          | —     | —     | —          | —     | —     | —          |
| Partido Independiente por el Pueblo (PIP)     | —     | —     | —          | —     | —     | —          | —     | —     | —          | —     | —     | —          | 48,62 | 53    | 2          |
| Unidad Regionalista de Castilla y León (URCL) | —     | —     | —          | —     | —     | —          | —     | —     | —          | —     | —     | —          | 1,49  | 2     | 0          |